# Ледюк, Марк
Марк Ледюк (фр. Mark Leduc; 4 мая 1962 — 22 июля 2009) — канадский боксёр, серебряный призёр Летних Олимпийских игр 1992 года в полусреднем весе. После победы Марк покинул любительский бокс в 1993 году.
В 1993 году Марк Ледюк совершил камин-аут. Принимал участие в ЛГБТ-активизме и компаниях в борьбе со СПИДом, работал в киноиндустрии. Принимал участие в Торонтском гей-прайде в качестве «великого маршала».
Ледюк умер 22 июля 2009 года в Торонто. Он потерял сознание в сауне курорта Сан-Марко, и врачи предположили, что его смерть могла наступить в результате теплового удара.
В 2019 году драматург Раймон Хелкио, лично знавший боксёра с 1988 года, написал пьесу «Ледюк: Публичное одиночество», посвящённую жизни и смерти Марка Ледюка.

## Любительская карьера
- любительский рекорд: 158-26
- серебряная медаль на Летних Олимпийских играх 1992 года в Барселоне

### Олимпийские результаты
- победил Годфри Вакабу (Уганда) 9-2
- победил Диллона Кэрью (Гвиана) 5-0
- победил Лаида Бунеба (Алжир) 8-1
- победил Леонардо Дорофтея (Румыния) 13-6
- проиграл Эктору Виненту (Куба) 1-11

## Профессиональная боксёрская карьера
Ледюк стал профессиональным боксёром с 1992 года и имел ограниченный успех. Он вышел в отставкув 1993 году после проигрыша Мишелю Жаланю со счётом 4-1-0.